# Durbans
Durbans ist eine französische Gemeinde mit 160 Einwohnern (Stand 1. Januar 2022) im Département Lot in der Region Okzitanien. Sie gehört zum Kanton Gramat und zum Arrondissement Figeac.

## Lage
Das Dorf liegt auf 318 m. ü. M. Weitere Weiler sind:
- Ladignac mit der Mairie
- Pradelle
- La Traule
- La Salle mit dem Flugplatz „L’Aérodrome de Figeac-Livernon“

Nachbargemeinden sind Reilhac im Nordwesten, Flaujac-Gare im Norden, Saint-Simon im Nordosten, Livernon im Osten, Espédaillac im Südosten, Quissac-en-Quercy im Süden, Cœur de Causse im Südwesten und Lunegarde im Westen.

## Sehenswürdigkeiten
- Kriegerdenkmal
- Mehrere Dolmen

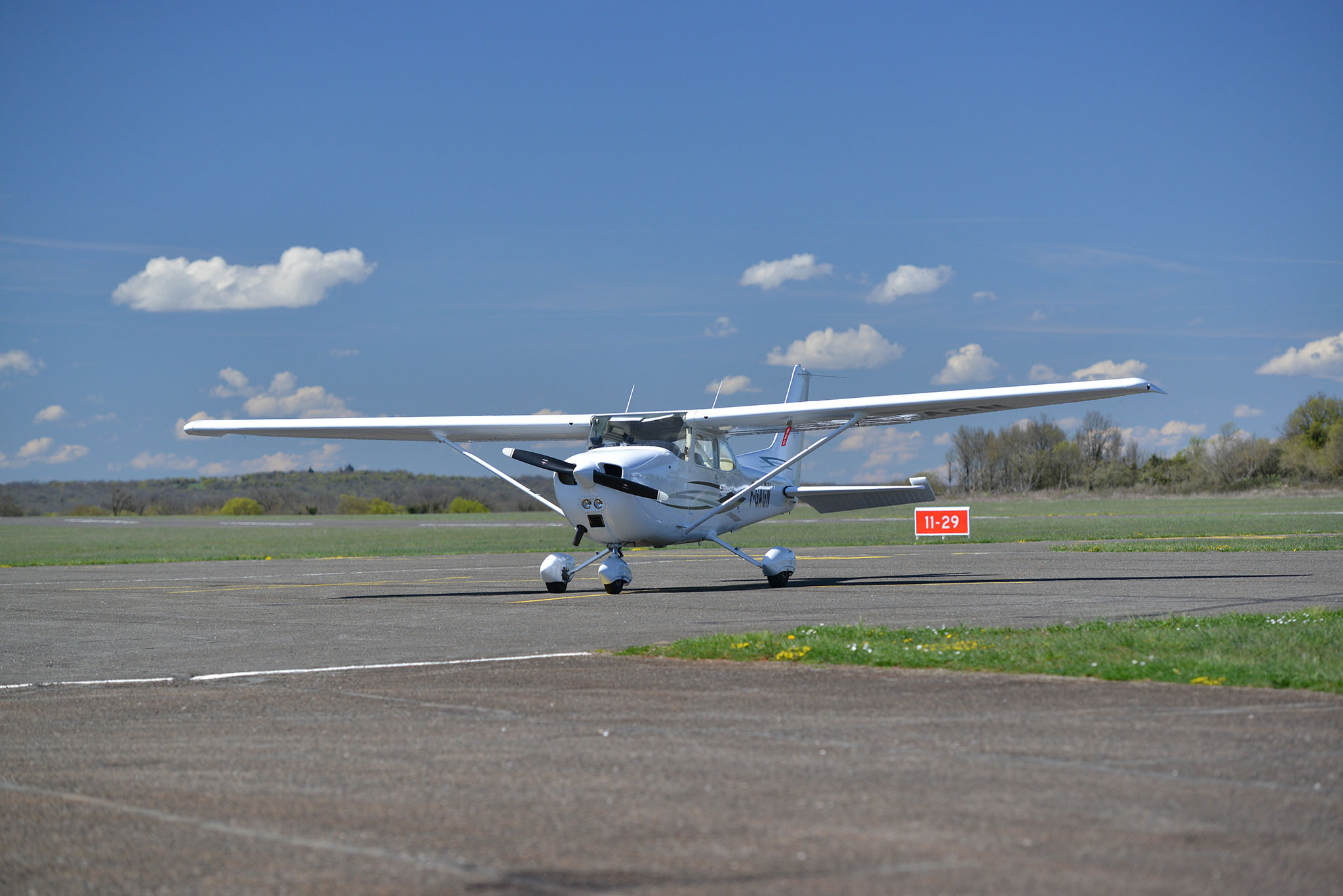
Auf dem Flugplatz
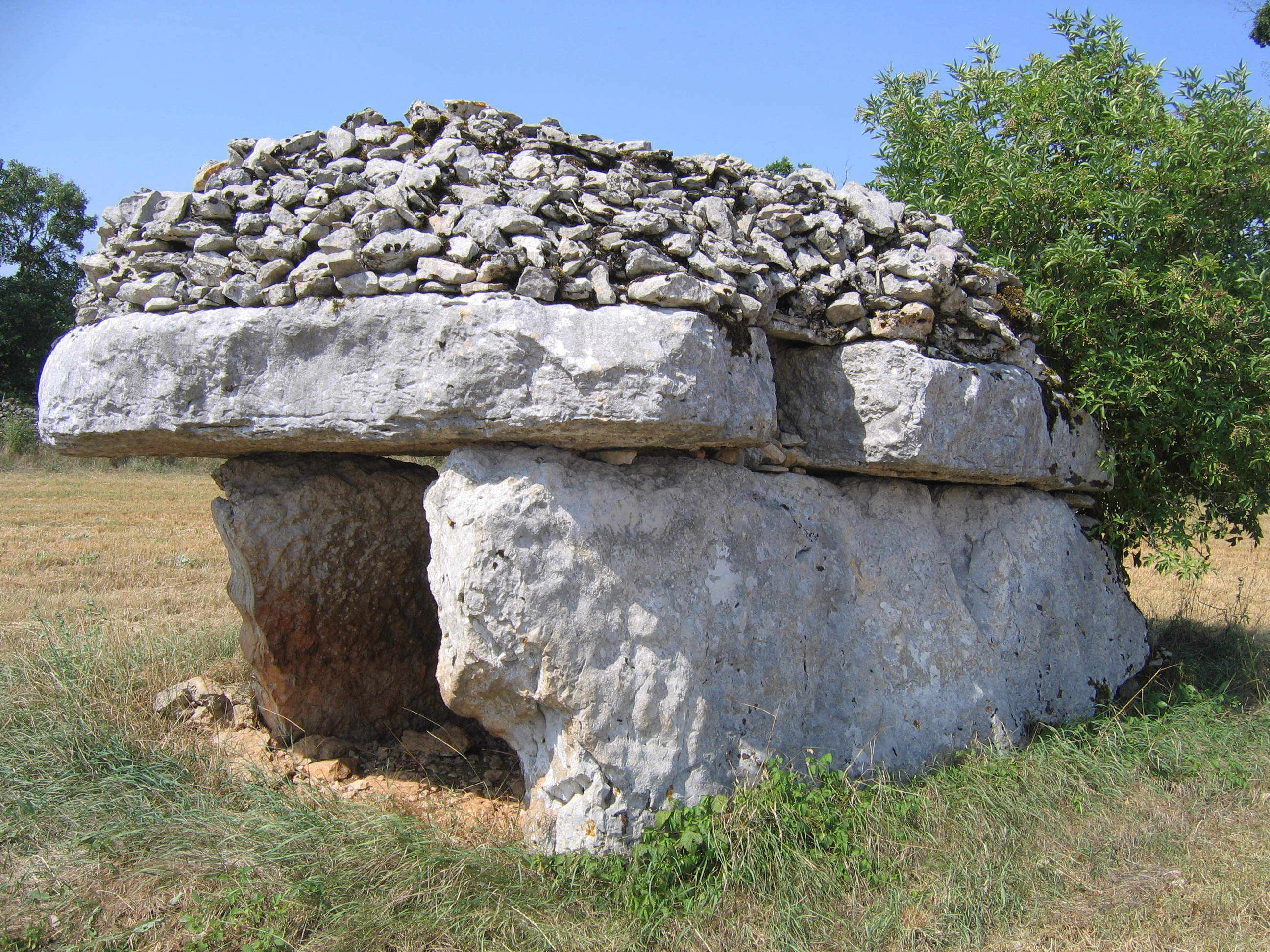
Dolmen de Verdier-Petit
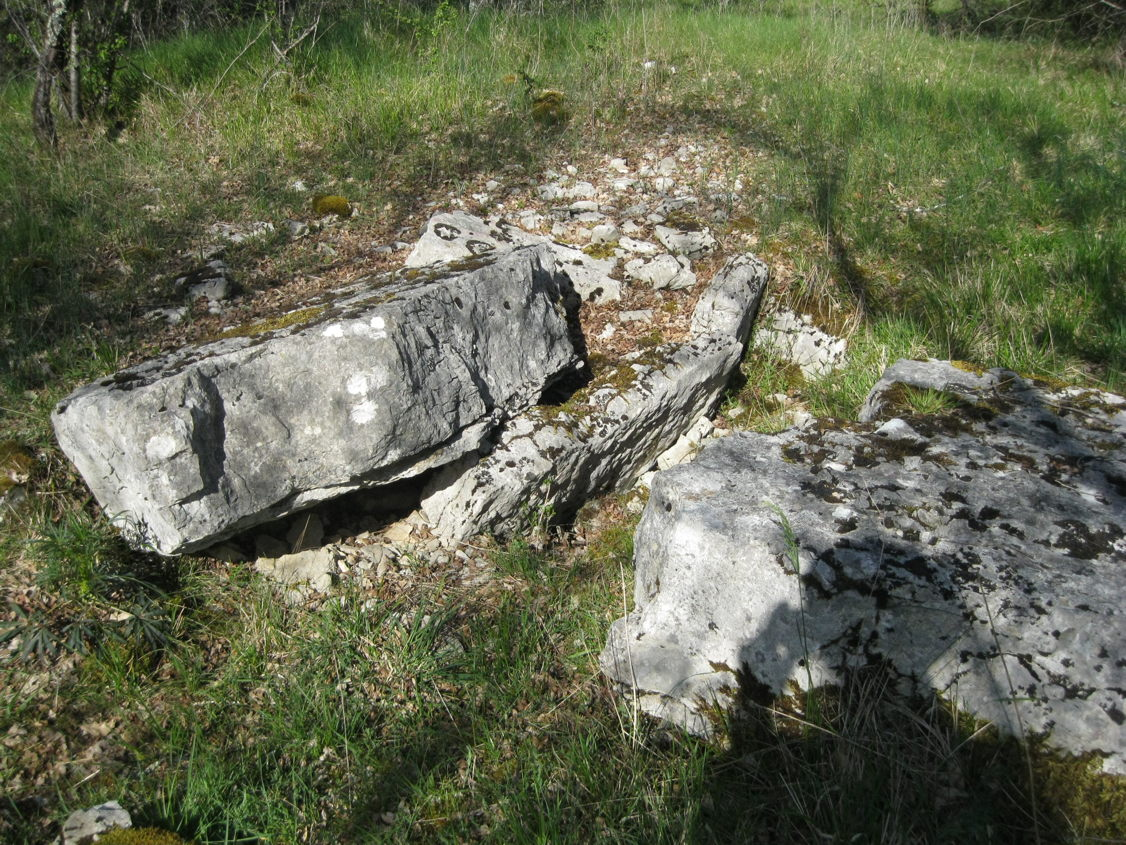
Dolmen des Combarols
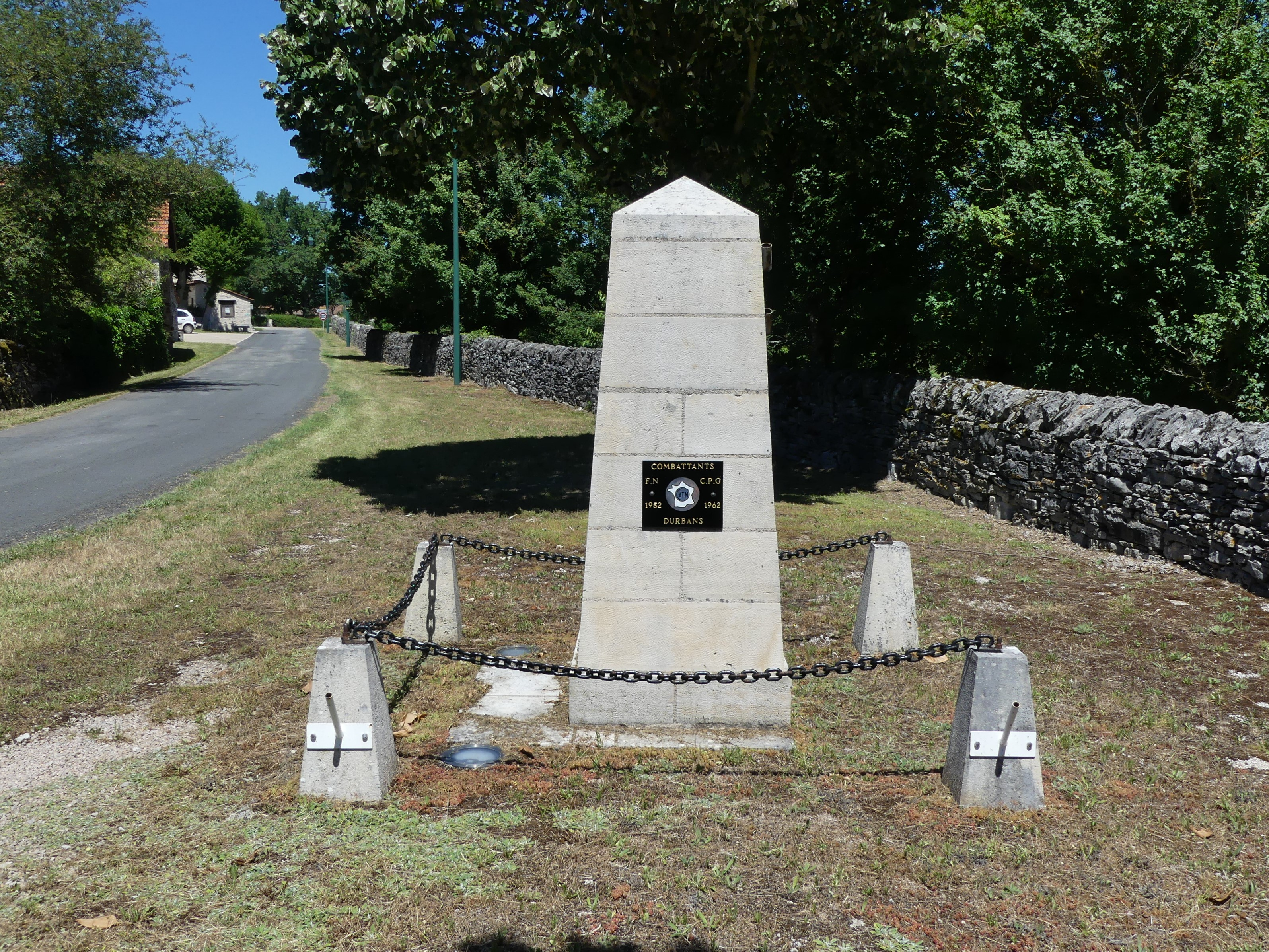
Kriegerdenkmal

## Bevölkerungsentwicklung
| Jahr      | 1962 | 1968 | 1975 | 1982 | 1990 | 1999 | 2006 | 2018 |
| --------- | ---- | ---- | ---- | ---- | ---- | ---- | ---- | ---- |
| Einwohner | 186  | 157  | 131  | 131  | 116  | 127  | 145  | 144  |